# Iwona Marcinkiewicz
Iwona Marcinkiewicz (nacida Iwona Dzięcioł, Varsovia, 23 de mayo de 1975) es una deportista polaca que compitió en tiro con arco, en la modalidad de arco recurvo.
Participó en tres Juegos Olímpicos de Verano, entre los años 1996 y 2008, obteniendo una medalla de bronce en Atlanta 1996, en la prueba por equipo (junto con Katarzyna Klata y Joanna Nowicka).
Ganó cinco medallas en el Campeonato Europeo de Tiro con Arco al Aire Libre entre los años 2002 y 2008.

## Palmarés internacional
| Juegos Olímpicos                 | Juegos Olímpicos         | Juegos Olímpicos  | Juegos Olímpicos |
| Año                              | Lugar                    | Medalla           | Prueba           |
| -------------------------------- | ------------------------ | ----------------- | ---------------- |
| 1996                             | Atlanta (Estados Unidos) | Medalla de bronce | Equipo           |
| Campeonato Europeo al Aire Libre |                          |                   |                  |
| Año                              | Lugar                    | Medalla           | Prueba           |
| 2002                             | Oulu (Finlandia)         | Medalla de plata  | Equipo           |
| 2004                             | Bruselas (Bélgica)       | Medalla de oro    | Individual       |
| 2004                             | Bruselas (Bélgica)       | Medalla de bronce | Equipo           |
| 2006                             | Atenas (Grecia)          | Medalla de bronce | Equipo           |
| 2008                             | Vittel (Francia)         | Medalla de oro    | Equipo           |